# Grégoire Leisen
Pour les articles homonymes, voir Leisen.
Grégoire Leisen, né le 15 juillet 1916 à Bettendorf et mort le 28 octobre 1993 à Messancy, est un coureur cycliste luxembourgeois en 1939.

## Palmarès
- 1939
  - 2e du championnat du Luxembourg sur route indépendants

### Résultats sur le Tour de France
1 participation
- 1939 : éliminé (2e étape)